# Полак, Йиндржих
Йиндржих Полак (чеш. Jindřich Polák; 5 мая 1925, Прага — 22 августа 2003, Прага) — чешский и чехословацкий режиссёр кино и телевидения, сценарист, драматург, актёр. Заслуженный деятель искусств ЧССР (1980). Видный деятель чешского научно-фантастического и детского кино.

## Биография
После окончания Второй мировой войны работал помощником у нескольких известных режиссёров, в том числе Яна Кадара и Эльмара Клоса. В качестве помощника режиссера участвовал в съемках фильма «Кракатит» и «Немая баррикада» Отакара Вавры. Его первым фильмом была кинолента «Смерть в седле» (1958).
Работал в разных жанрах, в том числе, популярной научно-фантастической комедии «Клоун Фердинанд и ракета» и научно-фантастического фильма «Икар-1». Одним из ярких моментов в творчестве Полака стал фильм 1968 года «Небесные всадники», рассказывающий историю чешских пилотов в Англии во время Второй мировой войны. В жанр криминала снял фильм «Смерть на автостопе» 1979 года, основанный на реальных событиях.
Персонаж телефильмов о волшебнике пане Тау — одном из самых популярных героев телеэкрана, ставшим широко известным не только в ЧССР, но и во всем мире, всего им было снято тридцать телефильмов о нём, а также несколько художественных фильмов.
Автор двенадцати пьес для детей. Снял более 30 кино- и телефильмов. Сыграл в 3 кинолентах.

## Награды
- Заслуженный деятель искусств ЧССР (1980)
- Специальный приз жюри XII международного кинофестиваля фантастических фильмов и фильмов ужасов в Ситжесе, Испания за комедию «Завтра встану и ошпарюсь чаем» (1979)
- Орден «Знак отличия» за выдающийся труд (1979)
- Специальный приз XVIII кинофестиваля в Кошице (1980)
- В 2001 году на Злинском кинофестивале И. Полак был награждён Премией за заслуги в области кино.

## Избранная фильмография

### Режиссёр
- 1992 — Каченка и призраки
- 1986 — Осьминожки со второго этажа
- 1986 — Осьминожки желают вам веселого Рождества
- 1983 — Гости из будущего, или Экспедиция «Адам 84»
- 1983 — Гости (телесериал)
- 1979 — Смерть на автостопе
- 1977 — Завтра встану и ошпарюсь чаем
- 1970—1978 — Пан Тау
- 1967 — Игра без правил
- 1965 — Опасная женщина
- 1963 — Икар-1
- 1958 — Смерть в седле

## Сценарист
- 1992 — Каченка и призраки
- 1986 — Осьминожки со второго этажа
- 1986 — Осьминожки желают вам веселого Рождества
- 1983 — Гости (телесериал)
- 1979 — Смерть на автостопе
- 1977 — Завтра встану и ошпарюсь чаем
- 1963 — Икар-1
- 1960 — Пятый отдел
- 1958 — Смерть в седле